# 李雪英
李雪英（1990年5月15日—），出生于河南省郑州市，中国女子举重運動員，亦為中国国家举重队成員。其胞姊為退役举重運動員李雪久。

## 簡介
2007年，年仅17岁的李雪英出戰布拉格舉行的举重世青赛，获得58公斤级抓举、挺举和总成绩三项桂冠，一鳴驚人。
2009年，李雪英先在第十一届全运会女子举重58公斤级比赛中，以平世界纪录的成绩251公斤奪冠；然後又在韩国高陽市舉行的世界舉重錦標賽上，贏得58公斤级抓举、挺举和总成绩三项冠军，瞬即成为中国女子举重隊的希望之星，更被視為名將陈艳青的接班人。
2010年，李雪英代表中国出戰廣州舉行的亚洲运动会舉重比賽女子58公斤級賽事。最終，她以抓举105公斤、挺举133公斤，238公斤的总成绩，壓倒北京奥运会女子63公斤级冠军朴贤淑，获得了亚运会冠军。
2012年，李雪英代表中国出戰英國倫敦舉行的奥林匹克运动会舉重比賽女子58公斤級賽事。最终，她以抓举108公斤、挺举138公斤，总成绩246公斤的佳績夺得金牌，并实现了个人的大满贯。